# Rede de Suprimentos do Walmart
O Walmart é considerado a maior empresa de varejo do mundo em volume de negócios e faturamento, chegando a mais de U$ 482 bilhões em 2014. Todo o seu sucesso se deve, principalmente, à sua capacidade em gerenciar e inovar em sua cadeia de suprimentos, garantindo que os produtos estejam no local certo, no tempo certo, na quantidade correta, ao custo mais baixo possível. O uso intenso de tecnologia da informação possibilita uma maior e melhor integração fornecedor-cliente, possibilitando grandes trocas de informações e redução dos riscos na tomada de decisão.

## Gestão da Rede de Suprimentos ou Supply Chain Management (SCM)
É a integração dos processos de negócios desde o usuário final até os fornecedores originais (primários) que providenciam produtos, serviços e informações, que adicionam valor para os clientes e stakeholders.
É considerada uma estratégia bastante eficaz, já que gerencia desde estoques, armazenagem e transporte, até a fabricação, compras e processamento de pedidos, aumentando a eficiência da operação logística e, consequentemente, reduzindo os custos operacionais. Atualmente, com a grande competição em nível global, qualquer redução de custo impacta diretamente na margem líquida e aumenta a competitividade das empresas.

## Walmart e sua Gestão da Cadeia de Suprimentos
O Walmart é considerado atualmente a maior empresa varejista do mundo com mais de 11.000 lojas espalhadas por 28 países ao redor do planeta e faturamento de mais de U$ 482 bilhões em 2014. Para atingir estes números e sua grandiosidade atual foram precisos vários anos de aperfeiçoamento e inovação operacional, sendo reconhecidos os seus esforços para aumentar a eficiência de sua cadeia de suprimentos, gerenciando sua relação com fornecedores e a movimentação de produtos e informações por todos os elos da cadeia. Trazendo para mais perto de si clientes e fornecedores, através do uso intensivo da tecnologia da informação, possibilita uma maior e melhor comunicação entre eles, garantindo previsibilidade de demanda, economias de escala e diminuindo riscos na tomada de decisão, além de permitir a sincronização de atividades. A isto se deve o sucesso da empresa, conseguindo fazer com que os elos da sua cadeia de suprimentos coordenem, comuniquem e cooperem intensamente.
O foco em logística não é a toa. No mercado globalizado altamente competitivo atual, qualquer redução de custos é um grande avanço para os lucros da empresa e aumento da sua competitividade frente aos concorrentes. Garantir que os produtos estejam no local e tempos certos, na quantidade demandada e ao menor custo possível é considerada uma estratégia bastante eficaz e exige uma busca contínua por inovação. Aqui entra o diferencial do Walmart. Desde o seu nascimento vem desenvolvendo e aplicando conceitos como cross-docking, centros de distribuição, integração de sistemas, permitindo um maior alinhamento dos seus complexos sistemas logísticos e integração da sua rede de suprimentos, diminuição considerável do estoque, aumento da previsibilidade de demanda, se preocupando não somente com a eficiência operacional interna, mas também de todos os elos deste relacionamento. 

## Inovações do Walmart em Redes de Suprimentos
O Walmart realizou uma série de inovações no âmbito de gestão de rede de suprimentos. Tais práticas foram amplamente copiadas e se tornaram referência na área de cadeia de suprimentos. Entre as inovações destacam-se: Estratégia de Centro de Distribuição, Eliminação de Intermediários, Prospecção de Fornecedores na China, Marcas próprias, Integração de Sistemas, VMI  (Vendor Management Replenishment) ou Estoques Gerenciados pelo Fornecedor, Cross-Docking, Logística Reversa, Everyday Low Price ou Preço Baixo Todo Dia e RFID (Radio Frequency Identification) ou Identificação por Radio Frequência.

### Estratégia dos centro de distribuição
O Walmart foi o pioneiro no desenvolvimento de um sistema próprio de distribuição. Esta necessidade surgiu devido ao fato dos fornecedores se negarem a fazer entregas nas lojas, uma vez que o Walmart estava localizado em uma área afastada do interior de Arkansas, estado rural dos Estados Unidos.
O primeiro centro de distribuição do Walmart foi inaugurado nos anos 70 e seguia a estratégia de distribuição denominada "Spokes and Hub" ou "Raio e Eixo". Nesta estratégia, um grande centro de distribuição era circundado por um aglomerado de lojas dentro de um raio de "um dia de viagem rodoviária", gerando assim uma economia de escala no processo. Esse arranjo mostrou-se bastante eficiente e muitos concorrentes passaram a copiar este modelo. Essa estratégia de expansão proporcionou um grande aumento no número de lojas da rede varejista.

### Eliminação de intermediários
Outra prática iniciada por Sam Walton no Walmart foi a eliminação de intermediários através da adoção da prática de compras diretas. Tais compras, que eliminavam os tradicionais intermediários, como distribuidores e atacadistas, foram possibilitadas por meio de escritórios de compras que foram estabelecidos em Nova Iorque para esta finalidade.

### Prospecção de fornecedores na China
O Walmart demonstrou seu pioneirismo também no quesito de prospecção de fornecedores chineses. Em meados dos anos 80 a empresa começou a procurar fornecedores globalmente e abriu escritórios internacionais de compras na China, estabelecendo relações de fornecimento globais.

### Marcas próprias
O conceito de marca própria foi criado pelo Walmart na década de 80. Os produtos de marca própria oferecidos pela rede varejista eram os itens comercializados nos escritórios localizados na China diretamente com os fabricantes que os manufaturavam. Tal estratégia permitiu a obtenção de margens mais altas em comparação aos produtos de marcas não próprias.

### Integração de sistemas
Os sistemas de informações consistiam numa área bastante investida pelo Walmart. Nos anos 80 foram criadas uma base de dados central, um sistema de coleta de dados no ponto de venda e ainda uma rede por satélite para comunicação de dados, além da adoção da tecnologia de código de barras.
Uma prática pioneira da rede consistiu no desenvolvimento do "Retail Link", nos anos 90. Trata-se de uma base de vendas históricas e atuais compartilhada com os fornecedores através de um portal na intranet assim denominado.

### VMI(Vendor Management Replenishment)ou Estoques Gerenciados pelo Fornecedor
O compartilhamento de informações possibilitado pelo "Retail Link" permitiu a troca de dados de vendas entre a rede varejista e seus fornecedores. Por meio desta ferramenta o Walmart atribuiu aos seus abastecedores a função de monitorar e repor os produtos nas lojas através da prática denominada VMI: "Vendor Management Replenishment", ou "Estoques Gerenciados pelo Fornecedor". Esta prática foi adotada nos anos 90 com o nome de CPFR: "Collaborative Planning Forecasting and Replenishment" ou "Planejamento, Previsão e Reposição Colaborativa", em que havia o compartilhamento de informações, planos e decisões operacionais entre os membros da cadeia de suprimentos, gerando maior eficiência da cadeia como um todo.

### Cross-docking
Adotado pelo Walmart no final da década de 80, o cross-docking, prática  consiste na carga e descarga de mercadorias para redistribuição em um único local com o mínimo de movimentação e armazenagem, é considerada a peça central da estratégia da rede para o reabastecimento de seu estoque de maneira eficiente. Estima-se que cerca de 85% dos produtos distribuídos pelo Walmart sejam distribuídos através de técnicas de cross-docking. Com a prática, o Walmart consegue estoque e custos de transporte relativamente baixos, além de reduzir o tempo de transporte e eliminar ineficiências. Uma frota de caminhões alimenta continuamente os centros de distribuição - localizados em média, a uma distância de 130 milhas das lojas -, onde  os bens são recebidos, reembalados e distribuídos sem sequer entrar no inventário. No geral, as mercadorias cruzam docas em um período de 24 horas ou menos, e os caminhões que retornariam vazios ainda são utilizados para a devolução de mercadorias não vendidas.

### Logística reversa
Enquanto a logística concentra-se em como o Walmart recebe seus itens nas lojas, a logística reversa lida como retirá-los de lá. A cada ano, o sistema de logística reversa do Walmart encontra novos fins para os mais de 400 milhões de itens indesejados nas lojas, incluindo devoluções de produtos, mercadorias danificadas, equipamentos obsoletos, etc. Os retornos são relativamente pequenos, apesar da política liberal de devoluções da empresa. Contudo, administrado de uma maneira extremamente eficiente, este departamento gera faturamento equivalente às vendas anuais de três Supercenters. Dentro de cada um de seus 6 centros de devolução, o Walmart classifica os produtos devolvidos em quatro categorias: requisição de crédito ao fornecedor; doação à United Way; reciclagem ou descarte. A mercadoria defeituosa normalmente vai de volta para o fornecedor, como forma de crédito, exceto quando o próprio aprova os itens para doação. Cada ano centros de retorno do Walmart coletivamente doam mais de US$ 100 milhões em produtos para a United Way, beneficiando dezenas de instituições de caridade locais. Os itens categorizados como "reciclagem" são encaminhados a um dos 4 centros de reciclagem da marca, onde anualmente, milhares de itens são recuperados e vendidos como refurbished no Walmart.com. 

### Otimização de embalagens
O Walmart tem diversas iniciativas, junto a seus fornecedores para a otimização do uso de embalagens no produtos vendidos. Isto se aplica desde atividades simples, como padronização das embalagens dos produtos, até processos interligados aos sistemas de gerenciamento de estoques, como a inclusão de etiquetas RFID.

### Etiquetas RFID(Radio Frequency Identification)ou de Identificação por Radio Frequência
Em 2003 o Walmart anunciou pela primeira vez seu plano para implementar a tecnologia RFID na sua cadeia de abastecimento. Embora os planos iniciais previam a abrangência dos 100 principais fornecedores, cerca de 129 fornecedores aderiram ao projeto. A partir de experiências iniciais de sucesso, houve a confiança de que o conceito seria um sucesso a longo prazo. Assim, a empresa instalou leitores RFID em diversos pontos de sua operação. Os produtos expedidos para as lojas com as etiquetas RFID são registrados uma vez na sua chegada e, com a tecnologia, é possível saber o que está dentro das caixas sem mesmo ter de abri-las. As etiquetas são lidas novamente antes dos produtos serem transportados para a área de vendas, e finalmente, em um triturador de caixa depois de todos os itens no caso foram colocados nas prateleiras da loja. Com a integração aos sistemas de gerenciamento de estoque, gera-se a informação imediata dos itens que necessitam de reposição, facilitando o processo de reabastecimento. O Walmart também estabeleceu um link com todos os seus fornecedores, permitindo a atualização quase que instantânea sobre a movimentação e localização de suas mercadorias, e o momento no qual é preciso repor os estoques.

#### Principais vantagens do uso de RFID
- Rastreamento da movimentação dos itens no estoque;
- Agilidade nos envios e recebimentos de mercadorias;
- Facilidade na previsão de demanda dos itens comercializados;
- Diminuição dos erros de operação, especialmente os críticos, como falta de estoque;
- Direcionamento de itens ao público-alvo específico;
- Impulsionamento das vendas;